# Национальный конгресс Бразилии
Национальный конгресс (порт. Congresso Nacional do Brasil) — законодательный орган (парламент) Бразилии. Состоит из двух палат: верхней — Федерального сената (81 мест) и нижней — Палаты депутатов (513 мест). Полномочия палат распределяются согласно компетенции (см. Федеральный сенат и Палата депутатов).
Заседает во дворце Национального конгресса, построенного по проекту Оскара Нимейера в столице страны Бразилиа.

## Выборы
Федеральный сенат состоит из представителей штатов и федерального округа, избранных населением по мажоритарной системе. Каждые 4 года представительство субъекта попеременно обновляется на одну и две трети. Каждый субъект федерации представлен 3 сенаторами, избираемыми на 8 лет, причём сенаторы избираются одновременно с двумя заместителями.
Палата депутатов Бразилии избирается на четыре года на основе всеобщего мажоритарного голосования. Места в палате распределяются пропорционально численности населения субъектов, от 8 (для наименее населенного штата) до 70 (для наиболее населенного) депутатов.
Сенаторы должны быть не моложе 35 лет, депутаты — не моложе 21 года.

## Полномочия
Согласно действующей Конституции Бразилии в ведении Национального конгресса следующие вопросы и компетенции:
- налоговая система, поступление и распределение доходов;
- многолетние планы, бюджетные директивы, годовой бюджет, кредитные операции, государственный долг и эмиссии с принудительным курсом;
- установление и изменение численности личного состава Вооружённых сил;
- национальные, региональные и секторальные планы и программы развития;
- границы национальной территории, воздушного и морского пространства и собственность, принадлежащая государству;
- объединение и расчленение субъектов федерации после проведения консультаций с соответствующими законодательными ассамблеями;
- временный перенос местопребывания правительства страны;
- объявление амнистии;
- административная, судебная организация, организация прокуратуры и организация публичной защиты Бразилии и субъектов федерации;
- введение, преобразование и упразднение постов, должностей и функций в органах власти;
- образование, структура и полномочия министерств и органов публичной администрации;
- телекоммуникации и радиовещание;
- финансовые, вексельные и денежные вопросы, финансовые учреждения и их операции;
- денежное обращение, пределы эмиссии денег и размер федеральных долговых обязательств.

## Федеральный сенат
К исключительной компетенции Федерального сената относится:
- проведение судебного процесса и осуждение президента, вице-президента и государственных министров в случае совершения ими преступления, квалифицируемого как злоупотребление властью;
- проведение судебного процесса и осуждение судей Федерального верховного суда, Генерального прокурора и Генерального адвоката за преступление, квалифицируемое как злоупотребление властью;
- предварительное утверждение тайным голосованием после проведения публичных обсуждений отбора: магистратов, судей Счётного трибунала, губернаторов субъектов федерации, руководство Центрального банка, Генерального прокурора и других высших должностных лиц;
- предварительное утверждение тайным голосованием после проведения публичных обсуждений отбора глав постоянных дипломатических миссий.

## Палата депутатов
К исключительной компетенции Палаты депутатов относится:
- начать процесс в отношении президента, вице-президента и государственных министров;
- проверять данные в отношении отчётов президента, если они не были представлены в Конгресс в 60-дневный срок после открытия законодательной сессии;
- принятие своего внутреннего регламента;
- установление своей организации и деятельности; введение, преобразование или упразднение постов, должностей и функций в своих службах и установление соответствующих вознаграждений при соблюдении параметров, установленных законом о бюджетных директивах.

## Галерея
- Собрание депутатов
- Федеральный сенат
- Комитет правительства
- Зал для торжеств
- Здание Национального конгресса
- Купол Собрания депутатов
- Купол Федерального сената
- Здание Национального конгресса ночью
- Вид на здание конгресса с центрального проспекта
- Искусственное озеро перед конгрессом
- Офицеры полиции перед конгрессом
- Протестующие перед зданием конгресса 13 марта 2016.